# Schloss Gunzing
Das abgegangene  Schloss Gunzing   bzw. die frühere Burg lag in dem Weiler Gunzing des niederbayerischen Marktes Aidenbach im Landkreis Passau. Es lag unmittelbar westlich der ebenfalls abgegangenen Dorfkirche St. Georg in Gunzing, die ehemals wohl eine Adels- bzw. Schlosskirche war, und 250 m westlich des Aldersbachs. „Untertägige mittelalterliche und frühneuzeitliche Befunde und Funde im Bereich des hochmittelalterlichen Ortsadelssitzes und späteren frühneuzeitlichen ‚Schlosses‘ von Gunzing“ werden als Bodendenkmal unter der Aktennummer D-2-7444-0124 geführt.

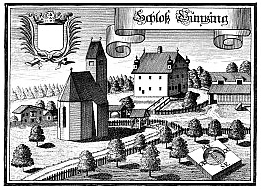
Schloss Gunzing nach einem Stich von Michael Wening (1726)

## Geschichte
Der Name Gunzing lässt sich mit hoher Wahrscheinlichkeit von dem altdeutschen Namen „Gunzo“ ableiten, die Nachsilbe „ing“ deutet dessen Angehörige an; „Gunzing“ bedeutet also, dass sich Angehörige eines „Gunzo“ hier niedergelassen haben. Der Edelsitz Gunzing bestand bereits um 1100. Die Dorfkirche St. Georg gehörte zur Säkularpfarrei Aidenbach, die 1076 dem Chorherrnstift St. Nikola in Passau inkorporiert war. 1247 wird in einer Aldersbacher Tradition ein Eckericus de Gincingin als Zeuge genannt. Gunzing gehörte zur Herrschaft Haidenburg, die nach dem Aussterben der Grafen von Hals 1395 im Salbuch der Landgrafen von Leuchtenberg unter „Harbach das ambpt“ als Vogtei „Gunntzing“ erwähnt wird.
1395 verpfändete Agnes, Tochter des Ruprecz des Gunzingers, ihr freies Eigen zu Gunzing an Friedrich den Hollerbeck. 1445 verkauft Albrecht Gunziger zu Gunzing seinen nach Ortenburg lehnbaren Sitz an Ulrich den Auer, Pfleger zu Haidenburg. Noch 1558 hatten die Auerschen Erben den Sitz in ihrem Besitz. Zu dem Sitz gehörten ein Sedelhof sowie zwei Höfe zu Hinter(s)kirchen. 1597 gehörte er gemeinschaftlich den Auerschen Erben und dem  Joachim Ernreuter. Im 17. Jahrhundert hatten ihn wieder die Auer allein in ihrem Besitz. 1713 ging er auf dem Kaufweg an Franz Dürnhartstein, Bürgermeister zu Braunau. Nach dessen Tod ist Gunzing wieder an  Ortenburg zurückgefallen und wurde 1746 an Ignatz Michael Freiherr von Schreckleb als Mannlehen verliehen. 1780 saß hier Reichsfreiherr Josef Anton von Gugler. Die Hofmarksherrschaft bezog sich auf fünf Höfe. 1803 wurde dem Landgericht Vilshofen auch der Sitz Gunzing inkorporiert. 1822 wird im Landgericht Vilshofen der Sitz Gunzing als Hofmark erwähnt. 1824 wurde die Patrimonialgerichtsbarkeit des Freiherrn von Gugler eingezogen, da er das Lehen Gunzing allodifiziert hatte.

## Beschreibung
Nach dem Stich von Michael Wening war das Schloss ein zweigeschossiger Bau mit einem Krüppelwalmdach. Auffallend sind die an den Ecken  bestehenden vier Scharwachttürmchen. Um das Schloss herum bestand ein Wassergraben, der durch eine Brücke von der Kirche her überquert werden konnte. Außerhalb des Grabens ist ein Palisadenzaun erkennbar. Nach dem Urkataster von Bayern hat das Schloss bis etwa 1830 bestanden, ist aber danach wohl abgerissen worden. Die Burg- bzw. Schlossstelle ist im 19. Jahrhundert überbaut worden; ebenso der Platz der früheren Kirche St. Georg.